# Okręg wyborczy Shoreditch
Okręg wyborczy Shoreditch powstał w 1918 r. i wysyłał do brytyjskiej Izby Gmin jednego deputowanego. Okręg obejmował dystrykt Shoreditch w londyńskim East Endzie. Został zlikwidowany w 1950 r.

## Deputowani do brytyjskiej Izby Gmin z okręgu Shoreditch
- 1918–1922: Christopher Addison, Partia Liberalna
- 1922–1923: Ernest Price
- 1923–1931: Ernest Thurtle, Partia Pracy
- 1931–1935: Charles Summersby, Partia Liberalna
- 1935–1950: Ernest Thurtle, Partia Pracy